# Sevilla (stacja metra)
Sevilla – stacja metra w Madrycie, na linii 2. Znajduje się w dzielnicy Centro, w Madrycie i zlokalizowana jest pomiędzy stacjami Sol, Banco de España. Została otwarta 11 czerwca 1924.